# Pakabsidia thomasi
Pakabsidia thomasi es una especie de coleóptero de la familia Cantharidae.

## Distribución geográfica
Habita en Pakistán.